# Kleșnivka, Petrîkivka
Kleșnivka (în ucraineană Клешнівка) este un sat în comuna Ivanivka din raionul Petrîkivka, regiunea Dnipropetrovsk, Ucraina.

## Demografie
Componența lingvistică a localității Kleșnivka
     Ucraineană (89,39%)
     Rusă (6,06%)
     Belarusă (1,52%)
Conform recensământului din 2001, majoritatea populației localității Kleșnivka era vorbitoare de ucraineană (89,39%), existând în minoritate și vorbitori de rusă (6,06%) și belarusă (1,52%).